# David Reutzius
David Reutzius (auch Reuß oder Reutz) (* 3. April 1576 in Rostock; † 11. August 1634 in Stettin) war ein lutherischer Theologe und langjähriger Generalsuperintendent von Pommern-Stettin.

## Leben und Wirken
David Reutzius wurde als Sohn des an der Rostocker Nikolaikirche amtierenden Pastors Matthäus Reutzius und seiner Ehefrau Anna Alberta Sohn geboren.
Seine Kindheit verbrachte Reutzius an verschiedenen Orten, wo er auch die unterschiedlichste Schulbildung erfuhr, wie im holländischen Woerden, in Österreich und speziell in Kärnten und schließlich in Görlitz.
Im Jahre 1595 ging er auf Anraten seines Bruders Erasmus, der dänischer Kanzler war, nach Güstrow, von dort nach Lüneburg, und 1598 kehrte er zurück in seine Geburtsstadt Rostock, wo er sich zum Studium einschreiben ließ.
Nach kurzem Zwischenaufenthalt in Wittenberg wurde er in Rostock 1603 zum Magister promoviert.
Auf Vorschlag der Herzogin Anna von Mecklenburg, die aus Pommern gebürtig war, wurde Reutzius im Jahre 1604 von Herzog Bogislaw XIII. zum Hofprediger an der Schlosskirche zu Stettin ernannt. Dieses Amt bekleidete er 14 Jahre.
Im Jahre 1618 berief ihn Herzog Franz, bestätigt nach dessen Tod von Herzog Bogislaw XIV., in das Amt des Generalsuperintendenten von Pommern-Stettin, das seit dem Tode von D. Jakob Faber im Jahre 1613 nicht besetzt worden war.
Mit großer Hingabe und geistlichem Engagement nahm Reutzius dieses Amt bis zu seinem Tode im 69. Lebensjahr wahr. Sein Nachfolger wurde Jakob Fabricius.
David Reutzius heiratete 1604 in erster Ehe die Rostockerin Martha Bünsow († 1618), in zweiter Ehe 1619 Regina Raphun aus Gollnow.